# سلوى الشودري
سلوى الشودري (15 يونيو -) مطربة مغربية متخصصة في الفن العربي الأصيل، من مدينة تطوان ذات أصول أندلسية موريسكية.

## عن حياتها
من مواليد مدينة تطوان، مطربة وملحنة تخصص الغناء العربي، درست بالمعهد الموسيقي بالرباط مادة الموشحات العربية، والموسيقى الكلاسيكية بالمعهد الموسيقي بتطوان، قيل أن تصبح أستاذة بنفس المعهد التابع لوزارة الثقافة، حاصلة على ماجستير الأدب المغربي في العصر العلوي من جامعة عبد المالك السعدي بتطوان، متزوجة وأم لولدين محمد وعمرو، 

## سيرتها المهنية
- رئيسة للجمعية المغربية للثقافة والفنون.
- مؤسسة وعضوة لجمعية القلب الرحيم لمرضى القلب والشرايين.
- عضوة في الجمعية الدولية لأصدقاء مصطفى عائشة.
- عضوة في الهيئة الاستشارية للمحور الإنساني العالمي بالمملكة الأردنية.

## مشاركات وأعمال

### 2016
- أيام 27-28-29 ماي: المشاركة في المهرجان الدولي للشعر بوصلات غنائية وحفل تكريم بالناظور
- 20 ماي: حفل تكريمي من مؤسسة معهد سيدي الصعيدي بتطوان.
- 13 ماي: المشاركة في المؤسسة التربوية الحمامة البيضاء بأغاني من ألبوم أطفال المحبة والتي مثل فيها الأطفال جل أغاني الألبوم.
- 5 أبريل: المشاركة في الحفل الخيري الذي نظمته جمعية القلب الرحيم لمرضى القلب والشرايين فندق شمس تطوان.
- 30 أبريل: صبيحة شعرية بكلية الآداب جامعة عبد المالك السعدي تطوان من تنظيم فرقة البحث في الإبداع النسائي، وفرقة البحث الأدبي والسيميائي، وملتقى الدراسات المغربية والأندليسية. بعنوان ”تغريدات روحية وجمالية”.
- 19 مارس: المشاركة في الحفل الختامي للمنتدى الوطني 18 للحوار والإبداع الطلابي بكلية متعددة التخصصات لجامعة عبد المالك السعدي تطوان.
- 18 مارس: المشاركة في الملتقى المتوسطي للشعر بالمضيق والذي نظمه اتحاد كتاب المغرب وجمعية العمل الثقافي لمدينة المضيق.

### 2015
- 10 أكتوبر: المشاركة في اليوم الوطني للمرأة الذي نظمته وزارة التضامن والأسرة بالرباط
- 24 يوليوز: إحياء حفل الافتتاح لمهرجان ومنتدى أصيلة الدولي
- 4 يوليوز: إحياء حفل الليالي الرمضانية السادس بمدينة الفنيدق
- 11 أبريل: استضافتها القناة الفضائية التركية العربية ببرنامجها «قهوة تركية» بإسطانبول.
- 12 يناير: المشاركة في الحفل الذي نظمته جمعية تطاون للثقافة بمسرح إسبانيول في الذكرى الأربعينية لسيدة الطرب العربي أم كلثوم بشراكة مع دار الأوبرا المصرية والمركز الثقافي المصري.
- 10 يناير: تنظيم حفل فني وخيري لفائدة المتضررين من الفياضانات بالجنوب المغربي.

## أعمالها الفنية
- قصيدة «بانت سعاد» لكعب بن زهير

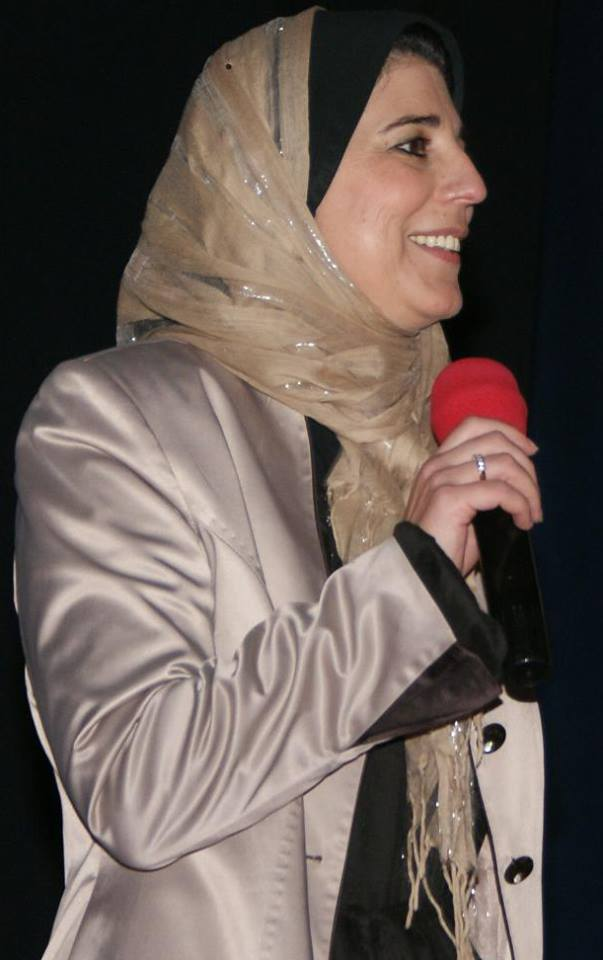
صورة في حفلة

- قصيدة «النائمة في الشارع» للشاعرة العراقية نازك الملائكة
- قصيدة «سيدة الحزن الجميل» للشاعرة المصرية شريفة السيد
- قصيدة «هذا أنا» للشاعرة الأردنية سهير داوود
- قصيدة «أغلقوا فمي» للشاعرة الفلسطينية إيمان طنانة
- قصيدة «واحرا قلباه» شعر أبو الطيب المتنبي ألحان د. علي عبد الله من العراق
- قصيدة «غريب على الخليج» لبدر شاكر السياب من ألحان الدكتور علي عبد الله
- قصيدة «أماطت عن محاسنها الخمارا» محمد الحراق
- قصيدة «رحماك ربي» للشاعر الطاهر الكنيزي
- قصيدة «أيها الناظر» لأبي الحسن الششتري

## مرئيات
- سلوى الشودري - قصيدة بانت سعاد (29 ديسمبر 2013) على يوتيوب
- سلوى الشودري - أيهــا الناظــر (18 نوفمبر 2009) على يوتيوب
- سلوى الشودري - عليك صلاة الله وسلام (حفل دار الأوبرا 2010) على يوتيوب
- سلوى الشودري - محمد رسول الله (المسرح الإسباني 2011) على يوتيوب